# Резьбовое соединение M39×1

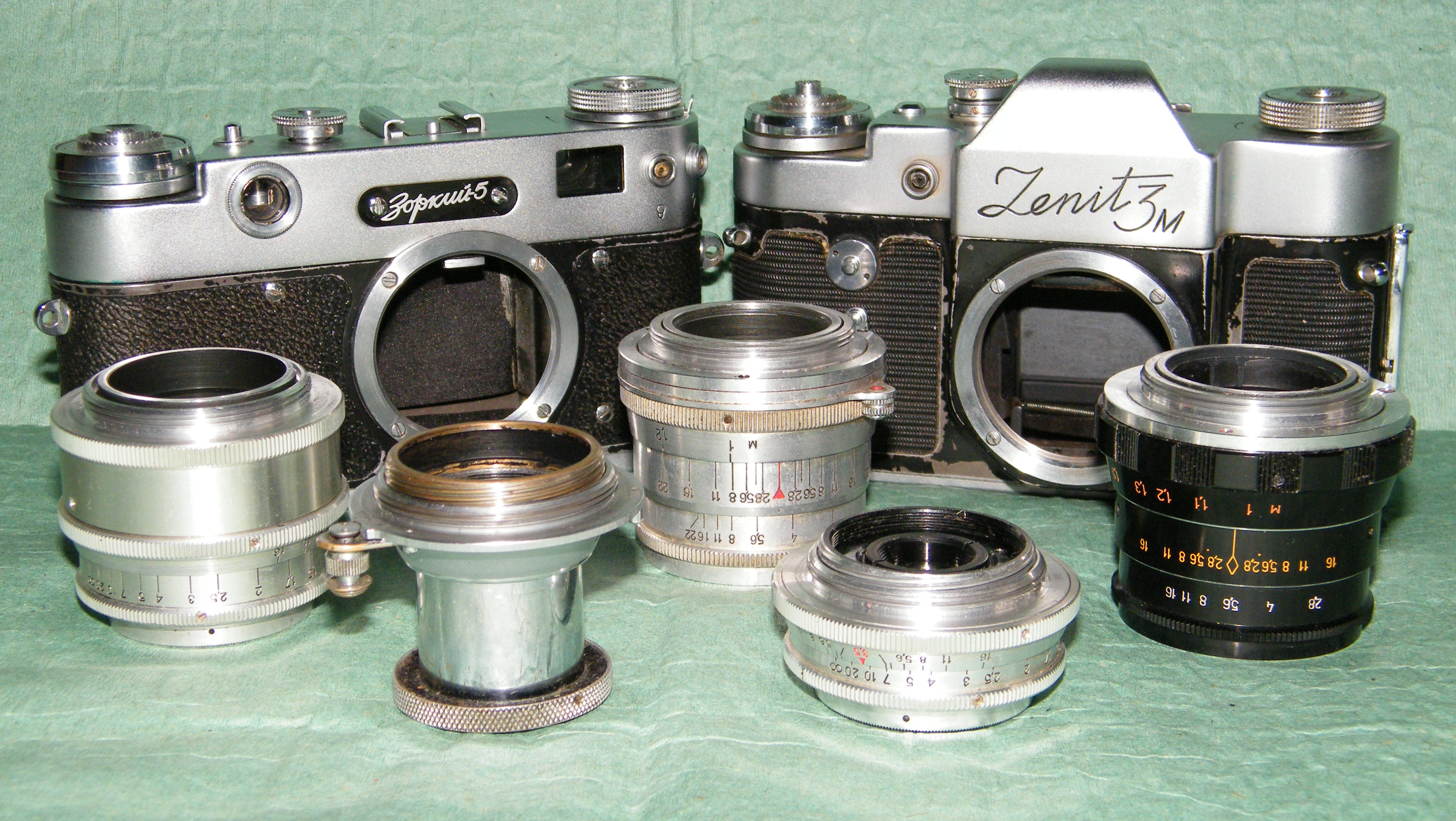
Резьбовое соединение M39×1

Резьбово́е соедине́ние M39×1 — резьбовое соединение объектива и фотоаппарата с диаметром резьбы 39 мм и шагом резьбы 1 мм. Применялось в советской фотоаппаратуре с 1930-х гг.
Присоединительная резьба фотоаппаратов «Leica» была с дюймовым шагом — 26 витков на дюйм (M39×26tpi), что в пересчёте в метрическую систему составляло 0,9769 мм.

## M39×1/28,8

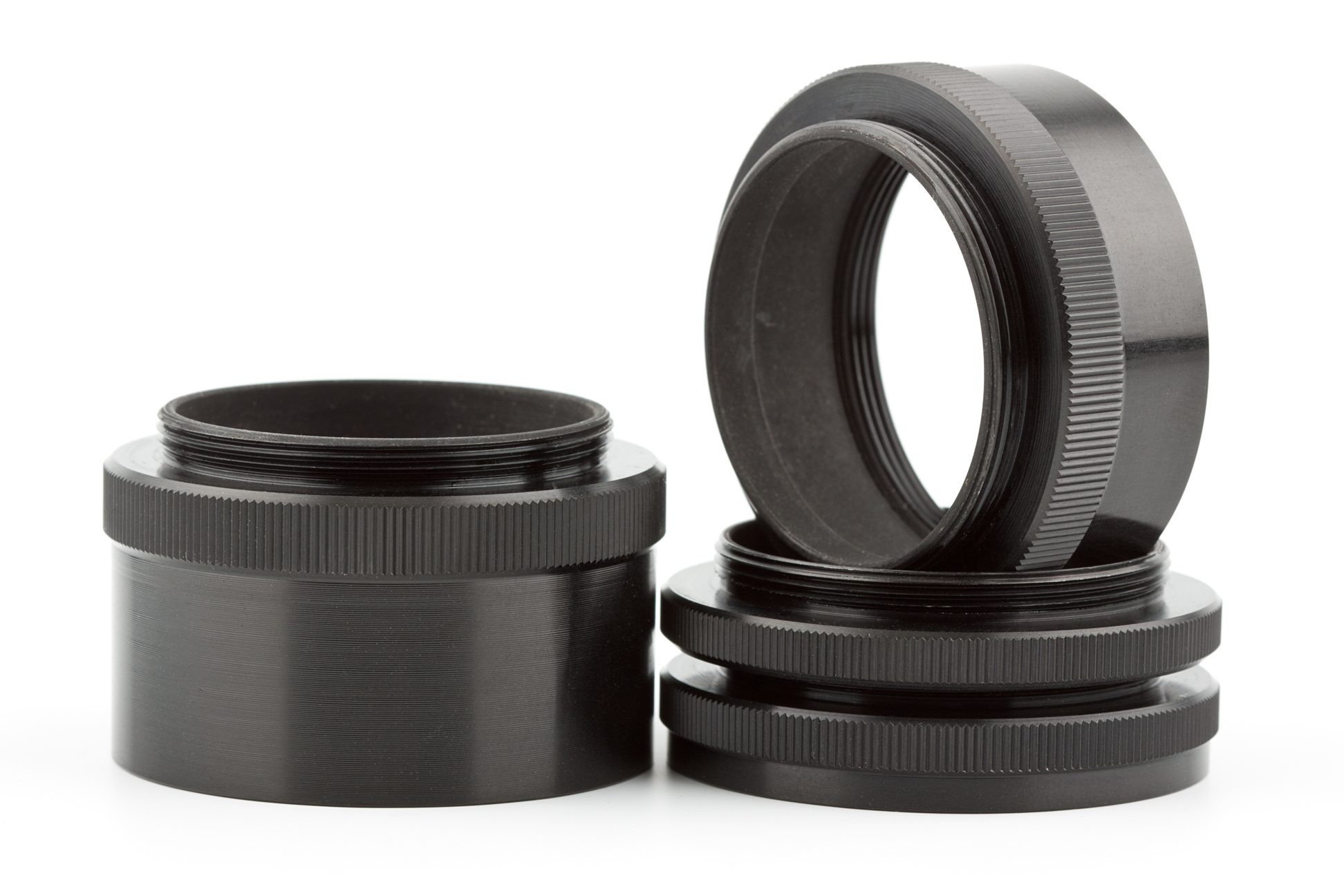
Набор из четырёх удлинительных колец с резьбой M39×1

Рабочий отрезок 28,8 мм. Стандарт для дальномерных фотоаппаратов. Описывается в ГОСТ 10332.
Распространёно как резьбовое соединение дальномерных фотоаппаратов «ФЭД», «Заря», «Зоркий», «Мир», «Друг» и «Ленинград».

## M39×1/45,2

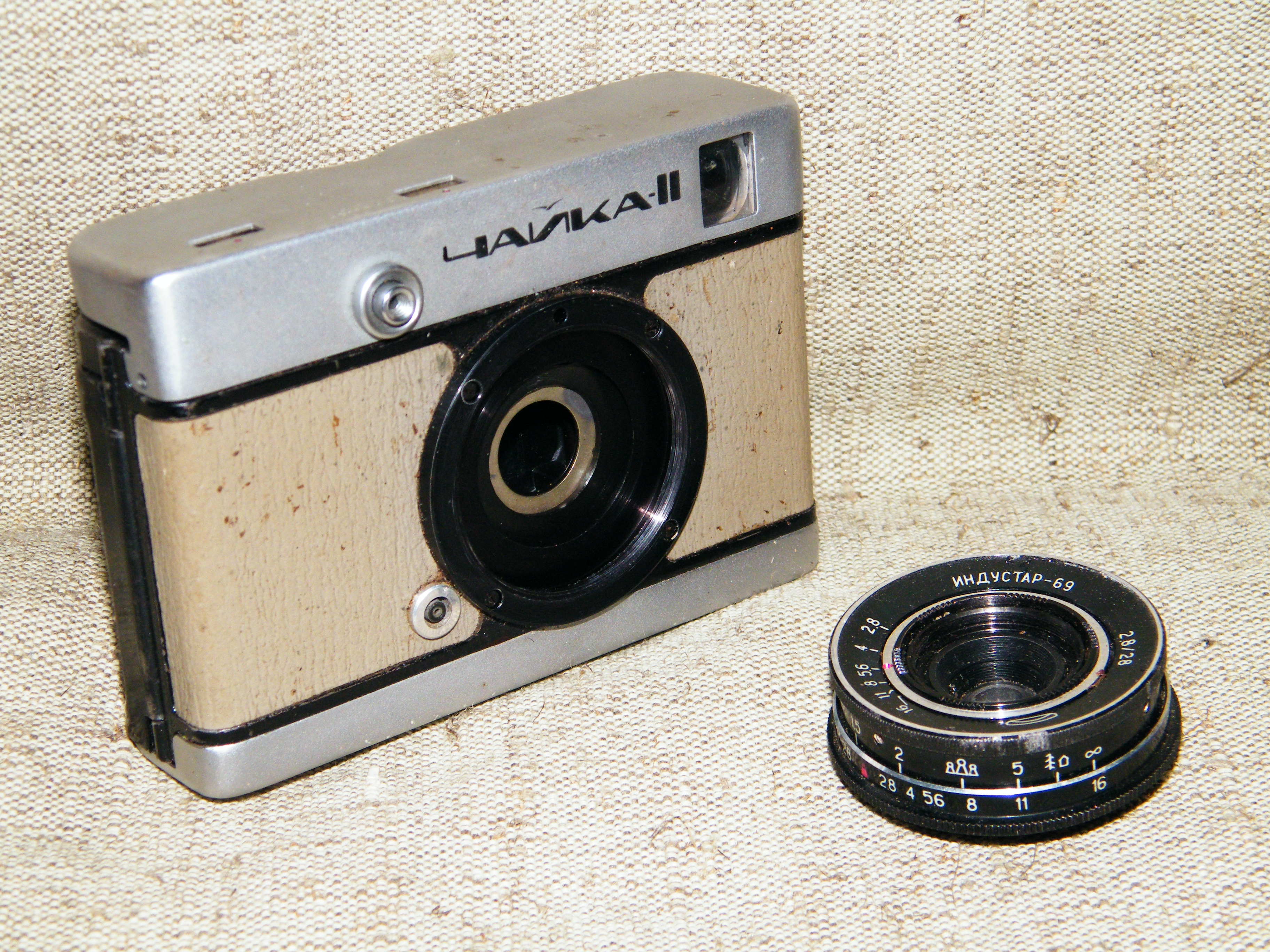
Фотоаппарат «Чайка-2» и объектив «Индустар-69»

Рабочий отрезок 45,2 мм. Стандарт для однообъективных зеркальных фотоаппаратов «Зенит», «Зенит-С», «Зенит-3», «Зенит-3М», «Кристалл», «Зенит-Е» ранних выпусков.
Однообъективные зеркальные фотоаппараты, выпущенные КМЗ до 1967 года, имели резьбовое соединение M39×1, пришедшее с дальномерных фотоаппаратов типа «Зоркий». Был увеличен рабочий отрезок, чтобы вместить поворотное зеркало внутри камеры. Однако диаметр резьбы остался прежним для сокращения производственных затрат и времени, необходимых для создания новых объективов.
Наличие одинаковых резьб с разными рабочими отрезками запутывало потребителей, фотолюбитель мог ошибочно купить «дальномерный» объектив. Кроме того, с распространением резьбы M42×1 приходилось выпускать фотоаппараты с обоими типами резьб, что приводило к росту производственных затрат.
В дальнейшем на фотоаппаратах «Зенит» крепление M39×1/45,2 было заменено на M42×1/45,5 (впервые внедрено на серийной модели «Зенит-Е» с 1967 г.)
КМЗ также выпускал кольца с внутренней резьбой М39×1 и с наружной резьбой М42×1 для самостоятельной переделки объективов на новый стандарт, публиковались инструкции для самостоятельного увеличения рабочего отрезка на 0,3 мм у старых «зенитовских» объективов.
- В комплекты удлинительных колец с креплением М39×1 производства ФЭД и КМЗ входило удлинительное кольцо толщиной 16,4 мм, позволявшее устанавливать объективы зеркальных фотоаппаратов на дальномерные камеры «ФЭД» — «Зоркий». В этом случае дальномерный фотоаппарат превращался в шкальный: дальномер не мог использоваться, так как в объективах зеркальных фотоаппаратов отсутствовало кольцо толкателя кулачка дальномера.

## M39×1/27,5
Применялось в шкальных полуформатных фотоаппаратах с центральным затвором «Чайка-2», «Чайка-2М», «Чайка-3». Рабочий отрезок 27,5 мм. Объектив — «Индустар-69» 2,8/28, сменные объективы к фотоаппаратам семейства «Чайка» не выпускались.
На «Чайке» первой модели стоял несъёмный объектив.

## Сравнение с другими типами креплений
| Название                       | Рабочий отрезок, мм              | Диаметр, мм                | Размер кадра                    | Тип                                                        | Годы производства                     |
| ------------------------------ | -------------------------------- | -------------------------- | ------------------------------- | ---------------------------------------------------------- | ------------------------------------- |
| Mamiya RB                      | 112,0                            | ?                          | 6×7 см                          | байонет с замком на объективе                              | ?                                     |
| Mamiya RZ                      | 105,0                            | ?                          | 6×7 см                          | байонет с замком на объективе                              | ?                                     |
| Rolleiflex SL66                | 102,8                            | ?                          | 6×6 см                          | байонет                                                    | 1966—1992                             |
| Bronica                        | 101,7                            | 57                         | 6×6 см                          | байонет с многозаходной резьбой                            | ?                                     |
| Pentax 67                      | 84,95                            | ?                          | 6×7 см                          | наружный и внутренний байонет                              | ?                                     |
| Bronica GS1                    | ?                                | ?                          | 6×7 см                          | байонет                                                    | 1983—2002                             |
| Байонет В                      | 82,1                             | 60                         | 6×6 см                          | байонет с трёхзаходной резьбой                             | С 1957 года                           |
| Kowa Six / Super 66            | 79                               | ?                          | 6×6 см                          | накидное кольцо                                            | 1968—1974                             |
| Hasselblad 500/2000            | 74,9                             | ?                          | 6×6 см                          | байонет                                                    | —                                     |
| Байонет Б                      | 74,0                             | 60                         | 6×6 см                          | байонет с накидным кольцом                                 | С 1957 года                           |
| Rolleiflex SLX                 | 74                               | 75                         | 6×6 см                          | четырёхлепестковый байонет                                 | С 1976 года                           |
| Pentax 645                     | 70,87                            | ?                          | 6×4,5 см                        | байонет                                                    | —                                     |
| Mamiya 645                     | 63,3                             | ?                          | 6×4,5 см                        | байонет                                                    | С 1975 года                           |
| Leica Visoflex                 | 62,5                             | ?                          | 24×36 мм                        | байонет                                                    | 1935—1984                             |
| Hasselblad H                   | 61,63                            | ?                          | 6×4,5 см                        | байонет                                                    | ?                                     |
| Leica S                        | ?                                | ?                          | 54×45 мм                        | байонет                                                    | С 2008 года                           |
| T2-mount («М42×0,75»)          | 55                               | 42                         | 24×36 мм                        | резьба                                                     | С 1962 года — современный вид T-mount |
| Topcon UV                      | 55                               | ?                          | 24×36 мм                        | байонет                                                    | c 1964 года                           |
| T-mount («М37×0,75»)           | 50,2                             | 37                         | 24×36 мм                        | резьба                                                     | 1957-1962                             |
| Praktina                       | 50                               | 46                         | 24×36 мм                        | накидное кольцо                                            | c 1952 года                           |
| Icarex                         | 48                               | ?                          | 24×36 мм                        | накидное кольцо                                            | 1966—1971                             |
| Байонет Contax N               | 48                               | ?                          | 24×36 мм                        | байонет                                                    | с 2001                                |
| Байонет Ц (Зенит-4)            | 47,58                            | 47                         | 24×36 мм                        | Вариант байонета DKL                                       | 1964—1968                             |
| Байонет Leica R                | 47,0                             | ?                          | 24×36 мм                        | байонет                                                    | С 1964 года                           |
| Байонет Nikon F                | 46,5                             | 44                         | 24×36 мм                        | трёхлепестковый байонет                                    | С 1959 года                           |
| Olympus OM                     | 46                               | ?                          | 24×36 мм                        | трёхлепестковый байонет с замком на объективе              | 1972—2002                             |
| Contarex                       | 46                               | ?                          | 24×36 мм                        | трёхлепестковый байонет                                    | 1958—1966                             |
| Rolleiflex SL35                | 45,6                             | ?                          | 24×36 мм                        | трёхлепестковый байонет                                    | ?                                     |
| Байонет Contax-Yashica         | 45,5                             | 48                         | 24×36 мм                        | трёхлепестковый байонет                                    | 1975—?                                |
| Байонет K                      | 45,5                             | 48,5                       | 24×36 мм                        | трёхлепестковый байонет                                    | С 1976 года                           |
| Altix                          | 45,5 наружный; 42,5 внутренний   | ?                          | 24×36 мм                        | накидное кольцо                                            | 1939—1959                             |
| Mamiya E/EF (ZE/CS)            | 45,5                             | 49                         | 24×36 мм                        | байонет                                                    | С 1980 года                           |
| Pentina                        | 45,5                             | ?                          | 24×36 мм                        | накидное кольцо                                            | С 1960 года                           |
| M42×1                          | 45,5                             | 42                         | 24×36 мм                        | резьба                                                     | С 1948 года                           |
| M37×1                          | 45,46                            | 37                         | 24×36 мм                        | резьба                                                     | c 1939                                |
| Зенит                          | 45,2                             | 39                         | 24×36 мм                        | резьба                                                     | 1953—1967                             |
| Exakta                         | 44,7                             | 38                         | 24×36 мм                        | Трёхлепестковый байонет                                    | —                                     |
| Байонет DKL                    | 44,7                             | 47                         | 24×36 мм                        | Включает центральный затвор и привод регулировки диафрагмы | С 1957 года                           |
| Байонет А (Minolta A / Sony α) | 44,50                            | 49.7                       | 24×36 мм                        | трёхлепестковый байонет                                    | С 1986 года                           |
| Rolleiflex SL35                | 44,46                            | —                          | 24×36 мм                        | байонет                                                    | 1970—1998                             |
| Praktica B                     | 44,40                            | 48,5                       | 24×36 мм                        | байонет                                                    | С 1980 года                           |
| M40×1                          | 44                               | 40                         | 24×36 мм                        | резьба                                                     | 1938—1947                             |
| Canon EF                       | 44                               | 54                         | 24×36 мм                        | трёхлепестковый байонет                                    | С 1987 года                           |
| Canon EF-S                     | 44                               | 54                         | 22,2×14,8 мм                    | трёхлепестковый байонет                                    | С 2004 года                           |
| Байонет Sigma SA               | 44                               | 44                         | 24×36 мм                        | байонет                                                    | С 1992 года                           |
| Байонет Киев-Автомат           | 44,0                             | 41                         | 24×36 мм                        | байонет                                                    | 1965—1985                             |
| Minolta SR/MC/MD               | 43,50                            | ?                          | 24×36 мм                        | трёхлепестковый байонет                                    | 1958—2001                             |
| Fujica X                       | 43,5                             | ?                          | 24×36 мм                        | трёхлепестковый байонет                                    | ?                                     |
| Petriflex                      | 43,5                             | ?                          | 24×36 мм                        | накидное кольцо                                            | С 1963 года                           |
| en:Rectaflex Rectaflex         | 43,4                             | ?                          | 24×36 мм                        | байонет                                                    | 1947—1958                             |
| M41,2x1                        | 42,05                            | 41,2                       | 24×36 мм                        | резьба                                                     | С 1947 года                           |
| Байонет Д                      | 42,0                             | 40,5                       | 24×36 мм                        | накидное кольцо                                            | С 1965 года                           |
| Canon R                        | 41,9                             | 48                         | 24×36 мм                        | накидное кольцо                                            | 1959—1964                             |
| Canon FL                       | 41,9                             | 48                         | 24×36 мм                        | накидное кольцо                                            | 1964—1971                             |
| Canon FD                       | 41,9                             | 48                         | 24×36 мм                        | накидное кольцо                                            | 1971—1990                             |
| Canon FDn                      | 41,9                             | 48                         | 24×36 мм                        | байонет                                                    | 1978—1990                             |
| Байонет Miranda                | 41,5                             | 44                         | 24×36 мм                        | четырёхлепестковый байонет с резьбой 44×1                  | 1954-1974                             |
| Konica F                       | 40,5                             | 40                         | 24×36 мм                        | байонет                                                    | 1960—1963                             |
| Konica AR                      | 40,5                             | ?                          | 24×36 мм                        | байонет                                                    | 1965—1988                             |
| Стандарт 4:3                   | 38,67                            | 50                         | 17,3×13 мм                      | байонет                                                    | С 2003 года                           |
| Alpa                           | 37,8                             | 48                         | 24×36 мм                        | байонет                                                    | —                                     |
| Hasselblad XPan                | 34,27                            | ?                          | 24×65 мм                        | байонет                                                    | c 1998 года                           |
| Байонет Contax-Киев RF         | 34,85 наружный; 31,85 внутренний | 49 наружный; 36 внутренний | 24×36 мм                        | наружный и внутренний байонет                              | 1932—1985                             |
| Байонет Contax G               | 28,95                            | ?                          | 24×36 мм                        | байонет                                                    | 1994—2005                             |
| Olympus Pen F                  | 28,95                            | ?                          | 24×18 мм                        | байонет                                                    | С 1963 года                           |
| M39×1/28,8                     | 28,8                             | 39                         | 24×36 мм                        | резьба                                                     | 1932—1995                             |
| Нарцисс                        | 28,8                             | 24                         | 14×21 мм                        | резьба                                                     | 1961—1965                             |
| Байонет Leica M                | 27,8                             | ?                          | 24×36 мм                        | четырёхлепестковый байонет                                 | С 1954 года                           |
| M39×1/27,5                     | 27,5                             | 39                         | 18×24 мм                        | резьба                                                     | 1967—1974                             |
| Байонет 110                    | 27                               | ?                          | 17×13 мм                        | байонет                                                    | С 1978 года                           |
| Байонет Fujifilm G             | 26,7                             | ?                          | 32,9×43,8 мм                    | байонет                                                    | С 2017 года                           |
| Samsung NX                     | 25,5                             | 42                         | 23,4×15,6 мм                    | байонет                                                    | С 2010 года                           |
| Canon RF                       | 20                               | 54                         | 24×36 мм                        | байонет                                                    | С 2018 года                           |
| Байонет L                      | 20                               | 51,6                       | 24×36 мм                        | байонет                                                    | С 2014 года                           |
| Микро 4:3 (Micro Four Thirds)  | 19,25                            | 44                         | 17,3×13 мм                      | байонет                                                    | С 2008 года                           |
| Canon EF-M                     | 18                               | 47                         | 22,3×14,9 мм                    | байонет                                                    | С 2012 года                           |
| Байонет E (Sony NEX)           | 18                               | 46,1                       | 24×36 мм                        | байонет                                                    | С 2010 года                           |
| Fujifim X                      | 17,7                             | 40,6                       | 23,6×15,6 мм                    | байонет                                                    | С 2012 года                           |
| Nikon 1                        | 17                               | ?                          | 13,2×8,8 мм                     | байонет                                                    | 2011—2018                             |
| Байонет Nikon Z                | 16                               | 55                         | 24×36 мм                        | четырёхлепестковый байонет                                 | С 2018 года                           |
| Pentax Q                       | 9,2                              | ?                          | 6,17×4,55 мм; 7,44×5,58 мм (Q7) | байонет                                                    | С 2011 и 2013 года                    |
| Samsung NX-M                   | 7,3                              | ?                          | 13,2×8,8 мм                     | байонет                                                    | ?                                     |

## Несовместимость объективов камер «ФЭД»-«Зоркий» и объективов «Leica M39 lens mount»
В Интернете на фотографических форумах можно встретить обсуждение темы несовместимости советских объективов для фотоаппаратов «ФЭД»-«Зоркий» с камерами Leica (и наоборот).
Проблема заключается в том, что при установке советских объективов на зарубежные камеры (и наоборот) отмечается расхождение между результатами фокусировки по дальномеру и по метражной шкале. При этом дистанция наводки может с высокой точностью определяться рулеткой или другими измерительными средствами. Чем больше фокусное расстояние объектива, тем больше расхождение. Заводы-изготовители фототехники данное явление не комментируют. Фотографы объясняют происходящее различиями в конструкции рычага дальномера: у фотоаппаратов Leica на нём установлен ролик, а на советских камерах — кулачок. Поэтому углы поворота рычага дальномера при одинаковом выдвижении объектива различны.

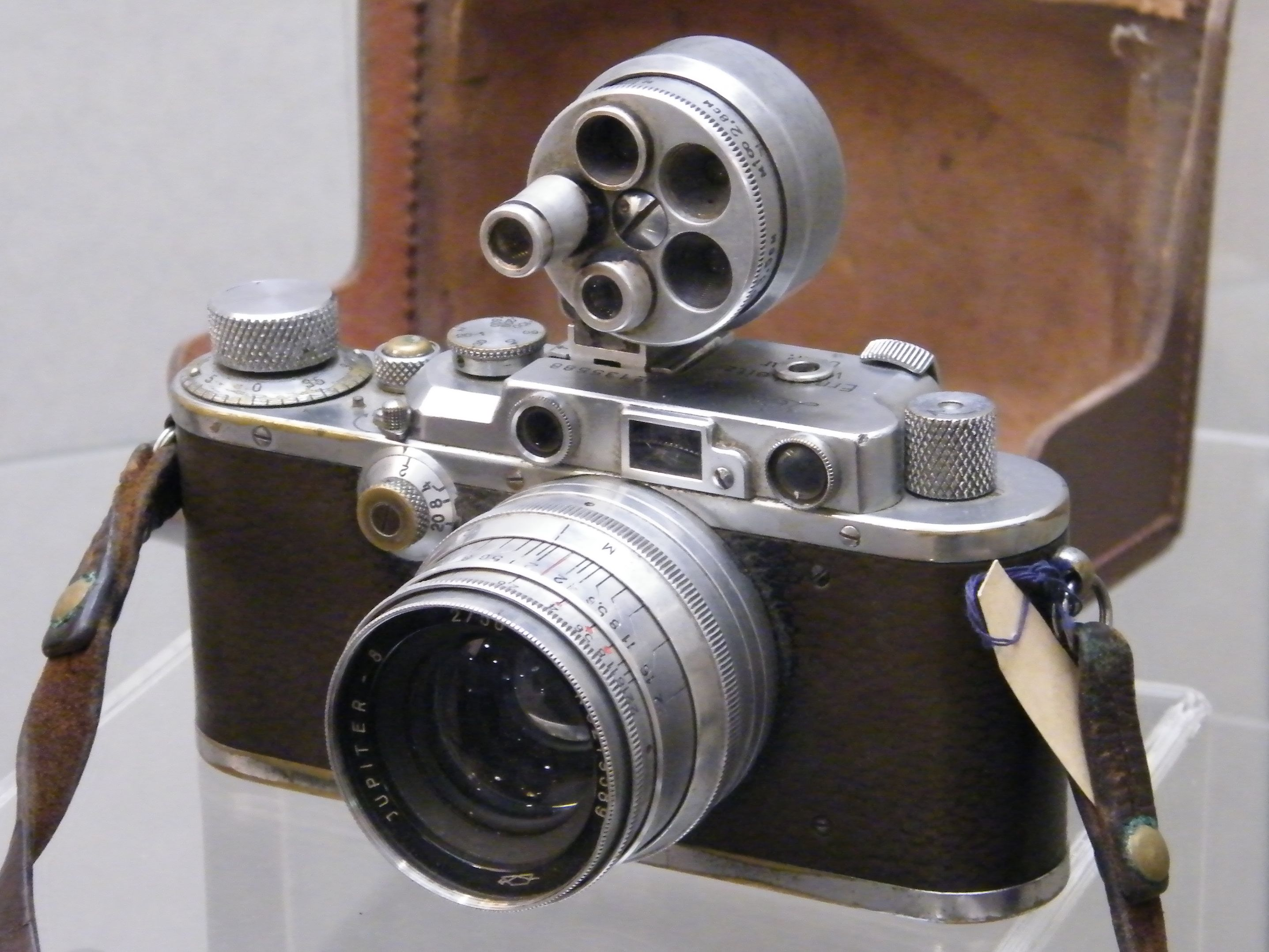
Leica III с объективом «Юпитер-8»

Советские объективы к камерам «ФЭД»-«Зоркий» выпускались на оборудовании, полученном по репарациям от фирмы Carl Zeiss, выпускавшей дальномерные фотоаппараты Contax (в СССР выпускались их копии — дальномерные «Киевы»). Точные значения фокусного расстояния штатных объективов этих камер составляли 52,3 мм у «Контакса» и 51,6 мм у «Лейки». Исходя из этих значений происходила юстировка дальномера. В целях унификации и стандартизации «Киевы» и «Зоркие» комплектовались одним и тем же штатным объективом «Юпитер-8» в разных оправах, на которых указано округленное значение 50 мм. На «Киевах», дальномер которых рассчитан для прототипа «Юпитера» Zeiss Sonnar, дальномер одинаково точно работает как с родной, так и с зарубежной оптикой. В то же время, юстировка дальномера резьбовых советских камер отличается от юстировки Leica, которая рассчитана под другое фокусное расстояние. Аналогичное расхождение характерно для японского варианта байонета Contax RF (Nikon S), рассчитанного для скопированного у Ernst Leitz объектива Nikkor.
На дальномерных фотоаппаратах «Киев-4» в качестве штатного устанавливался как объектив «Юпитер-8» (на оправе написано 50 мм), так и «Гелиос-103» (указано 53 мм). Однако механизм фокусировки с использованием внутреннего байонета один и тот же, что при разном фокусном расстоянии должно противоречить законам физики (объектив с бо́льшим фокусным расстоянием при фокусировке на расстояния, меньшие «бесконечности» должен выдвигаться больше). Эти объективы собственного механизма фокусировки не имели (линзовый блок в оправе), фокусировка только за счёт камеры.

### Расчёт выдвижения объектив при фокусировке по формуле тонкой линзы
Формула тонкой линзы открыта Исааком Барроу (1630—1677).
{\displaystyle {1 \over u}+{1 \over v}={1 \over f}}
где {\displaystyle u} — расстояние от центра линзы до объекта съёмки; {\displaystyle v} — расстояние от центра линзы до плоскости фотоплёнки; {\displaystyle f} — главное фокусное расстояние линзы.
Если расстояние от центра линзы до объекта съёмки равно «бесконечности», то при фокусном расстоянии 50 мм расстояние от центра линзы до плоскости фотоплёнки составит тоже 50 мм; соответственно при фокусном расстоянии 53 мм — расстояние 53 мм;
если u = {\displaystyle \infty } (бесконечность), то {\displaystyle {1 \over v}={1 \over f}} или {\displaystyle {v}={f}},центр линзы отстоит от плоскости фотоплёнки на расстоянии, равном фокусному.
Если {\displaystyle u=5000} мм, тогда при фокусном расстоянии 50 мм: {\displaystyle {\frac {1}{5000}}+{1 \over v}={\frac {1}{50}}}, или {\displaystyle {1 \over v}={\frac {1}{50}}-{\frac {1}{5000}}},
и расстояние от плёнки до оптической оси линзы будет {\displaystyle v=50,5050} мм.
Если {\displaystyle u=5000} мм, тогда при фокусном расстоянии 53 мм: {\displaystyle {\frac {1}{5000}}+{1 \over v}={\frac {1}{53}}}, или {\displaystyle {1 \over v}={\frac {1}{53}}-{\frac {1}{5000}}},
и расстояние от плёнки до оптической оси линзы будет {\displaystyle v=53,5678} мм.

В то же время, объектив фотоаппарата является сложной оптической системой из нескольких линз, и замена его тонкой линзой приведёт к большой погрешности в расчётах — так как в тонкой линзе отсчёт фокусного расстояния происходит от геометрического центра, а в сложной оптической системе — от задней главной плоскости, которая не совпадает с геометрическим центром.